# Cynisca rouxae
Espèce
Statut de conservation UICN

 DD  : Données insuffisantes
Cynisca rouxae est une espèce d'amphisbènes de la famille des Amphisbaenidae.

## Répartition
Cette espèce est endémique de Côte d'Ivoire.

## Description
Cette espèce de lézard est apode.

## Étymologie
Cette espèce est nommée en l'honneur de Rolande Roux-Estève.

## Publication originale
- Hahn, 1979 : A new species of Cynisca (Amphisbaenidae) from the Ivory Coast. Copeia, vol. 1979, n. 1, p. 122-125.